# Greta (film 2009)
According To Greta è un film drammatico indipendente del 2009, distribuito dalla casa cinematografica White Water Films, diretto da Nancy Bardawil, con Hilary Duff, il premio Oscar Ellen Burstyn, Michael Murphy, Evan Ross e Melissa Leo.

## Trama
Greta (Hilary Duff) è una diciassettenne, bella e solare, ma anche piuttosto ribelle a causa della sua vita familiare turbolenta. Dopo che la madre Karen (Melissa Leo) si è risposata per la terza volta, Greta viene spedita a casa dei suoi nonni, per tutta l'estate. Lei non ne è felice e nemmeno i suoi nonni. La ragazza gli comunica che prima della fine dell'estate ha intenzione di suicidarsi e così inizia a scrivere, su un quaderno, una lista di possibili modi per suicidarsi.

## Distribuzione
Nel Regno Unito, il titolo della pellicola è Surviving Summer (Estate di sopravvivenza), mentre in Australia è semplicemente Greta.
Il film è stato proiettato l'11 dicembre 2009 soltanto nei cinema statunitensi, essendo distribuito da un marchio indipendente. Negli Stati Uniti d'America, il DVD è uscito il 19 gennaio 2010. In Australia, il film è uscito direttamente in DVD il 25 novembre 2009. Per quanto riguarda l'Europa, in Germania il DVD fu pubblicato il 12 marzo 2010 e nel Regno Unito è uscito il 21 giugno 2010 con un altro titolo: Surviving Summer. In Italia il film è stato trasmesso in prima visione TV il 15 febbraio 2011 su Mya.